# Xaysethathirath II
Xaysethathirath II, Setthathirath II, Xai Ong Ve hay Sai Ong Hue (? - 1730), danh xưng hoàng gia là Somdetch Brhat Chao Maha Sri Jaya Setha Adiraja Darmikaraja Chandrapuri Sri Sadhana Kanayudha, là vua cuối cùng của Lan Xang, trị vì từ năm 1698 đến năm 1706 , và vua khai quốc của Vương quốc Viêng Chăn, trị vì từ năm 1707 đến năm 1730..
Sử liệu Việt Đại Việt sử ký tục biên thì ghi tên tiếng Việt của ông là Triều Phúc (朝福), và thời gian bắt đầu trị vì Lan Xang là từ năm 1700 
Ông là con trai vua Somphou, cháu trai vua Upanyuvarath II Tone Kham.